# Ісландські саги
Ісландська сага — один з жанрів середньовічної словесності, заснований на народних традиціях та написаний національною мовою.  

## Історія
Саме давньоісландське слово «сага» (segia) перекладається як «оповідь», «історія». Часом початку створення саг  вважається середина XII століття. Більшість їх було  складено саме в Ісландії між XII—XV століттями. Саги охоплюють історію країни та минуле Скандинавії. Кілька саг мають норвезьке походження. Вважається, що сага бере початок  в усній традиції, при цьому більшість авторів саг анонімні.

### Піджанри
З-поміж саг дослідники групують такі піджанри як:
- «Саги про ісландців» або «Сімейні саги» (Íslendingasögur), що розповідають про історію Ісландії епохи заселення (870—930 р.р. н. е.) та період до навернення країни до християнства (близько 1000 р. н. е.)[2];
- «Сучасні саги» (Samtíðarsögur), дії в яких відбуваються за часів життя автора, або близьких до них. Здебільшого це XII—XIII століття. Вони розповідають про могутні ісландські роди, їх успіхи та суперечки. Так, у 1122—1123 р.р. була написана «Книга про ісландців» (Islendingabok), коротка історія Ісландії з часу її заселення. Автором цього твору був ісландський священик Арі Торгільссон Мудрий. Підгрупами  цього під жанру є «Саги про Стурлунгів» (Sturlungasögur) та «Саги про ісландських єпископів» (Biskupasögur)[3].

### Переклади
Більшість ісландських саг були перекладені європейськими мовами. Перші переклади данською були здійснені Педером Клауссоном Фрісом наприкінці XVI—XVII століть. Але масові переклади стали можливими лише на початку XIX століття після усвідомлення факту німецької мовної спільності.